# Henry Carey (1er comte de Douvres)
Pour les articles homonymes, voir Henry Carey.
Henry Carey, 1er comte de Douvres (vers 1580 - 13 avril 1666) de Hunsdon, Hertfordshire est un pair anglais et député.

## Biographie
Carey est le fils de John Carey (3e baron Hunsdon). L'Université de Cambridge lui décerne une maîtrise honorifique en 1607. Il est fait Chevalier du Bain (KB), le 3 juin 1610.
Il est élu député du Sussex en 1609 et du Hertfordshire en 1614 .
Carey devient 4e baron Hunsdon le 17 avril 1617. Le 6 juillet 1621, il est créé vicomte Rochford, titre précédemment détenu par son arrière-arrière-grand-père Thomas Boleyn, et le 8 mars 1628 est créé comte de Douvres. Il est président de la Chambre des lords en 1641 et colonel du régiment d'Oxford Scholars entre 1644 et 1646.
En 1653, il est accusé de contrefaçon de monnaie et est obligé de vendre son domaine de Hunsdon à William Willoughby, le futur 6e Lord Willoughby de Parham.

## Mariages et descendance
Lord Dover se marie deux fois. Son premier mariage, avant 1608, est avec Judith Pelham, fille de Sir Thomas Pelham, 1er baronnet. Ils ont quatre fils et quatre filles  :
- John Carey (2e comte de Douvres)
- Sir Pelham Carey
- Henry Carey (mort jeune)
- George Carey (mort jeune)
- Anne Carey
- Marie Carey (1615-1672). Mariée à Thomas Wharton
- Judith Carey (décédée en 1666) Jamais mariée.
- Philadelphie Carey

Le 6 juillet 1630, il se marie une seconde fois avec Mary Morris, fille de Richard Morris et veuve de William Cockayne à l'église St Peter Le Poer à Londres.
Henry Carey meurt en 1666 et est enterré à Hunsdon dans le Hertfordshire. Il est remplacé par son fils de son premier mariage, John Carey, 2e comte de Douvres.